# Piasecznik (gmina)
Piasecznik – dawna gmina wiejska istniejąca w latach 1945–1954 w woj. szczecińskim (dzisiejsze woj. zachodniopomorskie). Nazwa gminy pochodzi od wsi Piasecznik, lecz siedzibą władz gminy był Sądów.
Gmina Piasecznik powstała po II wojnie światowej na terenie tzw. Ziem Odzyskanych (tzw. III okręg administracyjny – Pomorze Zachodnie). 28 czerwca 1946 gmina – jako jednostka administracyjna powiatu pyrzyckiego – weszła w skład nowo utworzonego woj. szczecińskiego.
Według stanu z 1 lipca 1952 gmina składała się z 8 gromad: Boguszyny, Dobropole Pyrzyckie, Gleźno, Jagów, Piasecznik, Radaczewo, Sądów i Skrzany. Gmina została zniesiona 29 września 1954 wraz z reformą wprowadzającą gromady w miejsce gmin. Jednostki nie przywrócono 1 stycznia 1973 wraz z kolejną reformą reaktywującą gminy, a jej dawny obszar wszedł głównie w skład gminy Dolice.